# Khnumit
Khnumit (fl. XIX secolo a.C.) è stata una principessa egizia.

## Sepoltura e tesoro
La principessa Khnumit  ebbe la sua sepoltura nella necropoli di Dahshur, vicino alla piramide del padre Amenemhat II, insieme a Itit, sua sorella e la loro tomba giunse inviolata fino al 1894 quando venne individuata da de Morgan. In un locale annesso alla camera di sepoltura, oltre ai vasi canopi e resti di offerte, fu ritrovato il corredo funerario costituito da oggetti di uso comune come un bruciaprofumi, vasetti in onice per cosmetici ed i famosi monili. La mummia fu ritrovata nel suo sarcofago ed aveva i resti di un usek di rara bellezza che solo dopo un lunghissimo restauro poté essere ammirato in tutta la sua perfezione e splendore.
Questa collana è formata da sei fili composti da 103 segni geroglifici, tutti di grandezza decrescente per adattarsi alla forma del corpo e separati da fili di perline d'oro. Questi fili terminavano in due fermagli conformati a testa di falco in oro e pietre preziose.
I geroglifici che compongono la collana sono amuleti con pietre cloisonnées nell'oro, quali lapislazzuli, turchese, corniola, granato e feldspato e sono tre:
- | S34 |ankh che indicava la vita eterna
- | R11 |djed che significava la stabilità
- | S40 |uas che designava il potere.

Khnumit aveva anche un'altra collana con un significato prettamente apotropaico essendo formata da numerosi amuleti con pietre lavorate con la tecnica cloisonné nell'oro quali cornalina, turchese e lapislazzuli disposti simmetricamente entro due file di perline auree con fermaglio costituito da due teste di falco. Al centro della collana vi è l'ankh posato sul geroglifico 
| R4 |

hetep che significa tavola d'offerta con il significato di soddisfatto, accanto seguono dieci amuleti quali:
- | F12 |user geroglifico che significa potente
- | G15 |la dea avvoltoio Nekhbet tutelare dell'Alto Egitto
- | I13 |la dea cobra Uadjet tutelare del Basso Egitto con shen
- | Y8 |la dea Bat  rappresentata con testa umana, orecchie bovine e corna
- | D10 |udjat ossia l'occhio di Horo simbolo di protezione magica e per sanare le ferite dell'imbalsamazione
- | W9 |khenem ossia il vaso che significa congiungere e che rappresentava il dio Khnum
- | R11 |djed che significa stabilità
- | S34 |ankh indicante vita eterna
- | F36 |sema geroglifico che rappresenta polmoni con trachea con il significato di unione
- | L2 |bity ossia l'ape emblema del sovrano del Basso Egitto

Una collana più semplice è quella con le medagliette a forma di ali di mosca o di ape. Non meno splendida è  la corona floreale che simile ad una ghirlanda di fiori di campo è da considerarsi un vero capolavoro per la sua leggerezza ed apparente fragilità. È formata da dieci fili d'oro intrecciati, con applicazioni di piccoli fiori a cinque petali in turchese e bacche in lapislazzuli che erano a loro volta fermati da sei motivi cloisonnés a forma di croce di Malta con i bracci a motivo floreale in turchese ed il cuore in cornalina. Vi è anche un'altra corona policroma a cerchio, modello tipico della IV dinastia destinato ad essere indossato nelle cerimonie solenni che presenta motivi floreali e campanule stilizzate, lavorate con paste vitree e pietre dure. Davanti, sulla fronte, l'emblema regale in forma di avvoltoio, personificazione della dea Nekhbet, con le ali aperte e due shen, simboli di eternità, tra le zampe mentre posteriormente vi è un geroglifico come ornamento a forma di albero stilizzato con foglie formate da lamine d'oro e fiorellini. Presenti anche tre bracciali di perline in oro e fermagli elaborati con frasi bene augurali composte da geroglifici intarsiati in cornalina, lapislazzuli e amazzonite. Il primo bracciale è composto da quattro geroglifici:
- | M16 |ha ovvero tre papiri con il significato esclamativo di "oh"
- | S34 |ankh indicante laccio per sandali simbolo di vita eterna
- | V30 |neb che rappresenta una cesta di vimini con significato di "ogni"
- | V17 |sa  cioè una stuoia ripiegata simbolo di protezione

questo geroglifici si possono tradurre con la frase a carattere desiderativo:"Oh, vita eterna e ogni protezione". Il secondo bracciale ha il geroglifico:
- mes | F31 | rappresentato da pelli di animali annodate con il significato di "generare", mentre il terzo bracciale è formato da due geroglifici:

- | F34 | ib che rappresenta il cuore
- | F40 |aut ossia larghezza

questi due geroglifici insieme hanno il significato di "gioia". Furono trovate anche due chiusure alte 4 centimetri che fermavano i fili di perline dei bracciali; queste chiusure rappresentavano il geroglifico sa in lapislazzuli con applicata una testa di leopardo indicante il geroglifico con significato di "protezione". Alcuni gioielli della principessa Khnumit erano lavorati con la tecnica della granulazione in uso sia in Grecia sia in Medio Oriente ed Cyril Aldred ipotizza che furono donati da un principe orientale forse di Ugarit, località ove fu rinvenuta in un tempio una statua frammentata della principessa assisa che ora si trova nel museo di Aleppo. Fra questi monili annoveriamo:
- Medaglione denominato "Medaglione di Dahshur"  di circa 3 centimetri, con cornice decorata da sferule in oro mentre sul fondo in vetro blu è rappresentata una vacca accovacciata dal mantello bianco maculato, assimilabile a Mehetueret. Sopra come protezione vi è un disco in cristallo di rocca. Il medaglione è anche ornato con tre stelle pendenti, sempre lavorate in granulazione, ad otto punte e con rose stilizzate in oro. Recenti studi hanno provato che è la più antica miniatura su vetro conosciuta;

- collana con conchiglie e due stelle marine pendenti;

- farfalla tipica dell'arte minoica ricavata da una sottile lamina d'oro;

- uccellini in oro di circa 1 centimetro, come ornamento di parrucca o per trecce.

Nel corredo della defunta vi erano anche unghielli di leopardo, in oro cloisonné pendenti dai periscelidi così come raffigurati sulle pitture funerarie ed in questi preziosi monili, che offrono un aspetto della vita terrena vissuta quasi 4000 anni fa da una principessa egizia, vivrà nei tempi il ba di Khnumit.